# Hopewell-Kultur

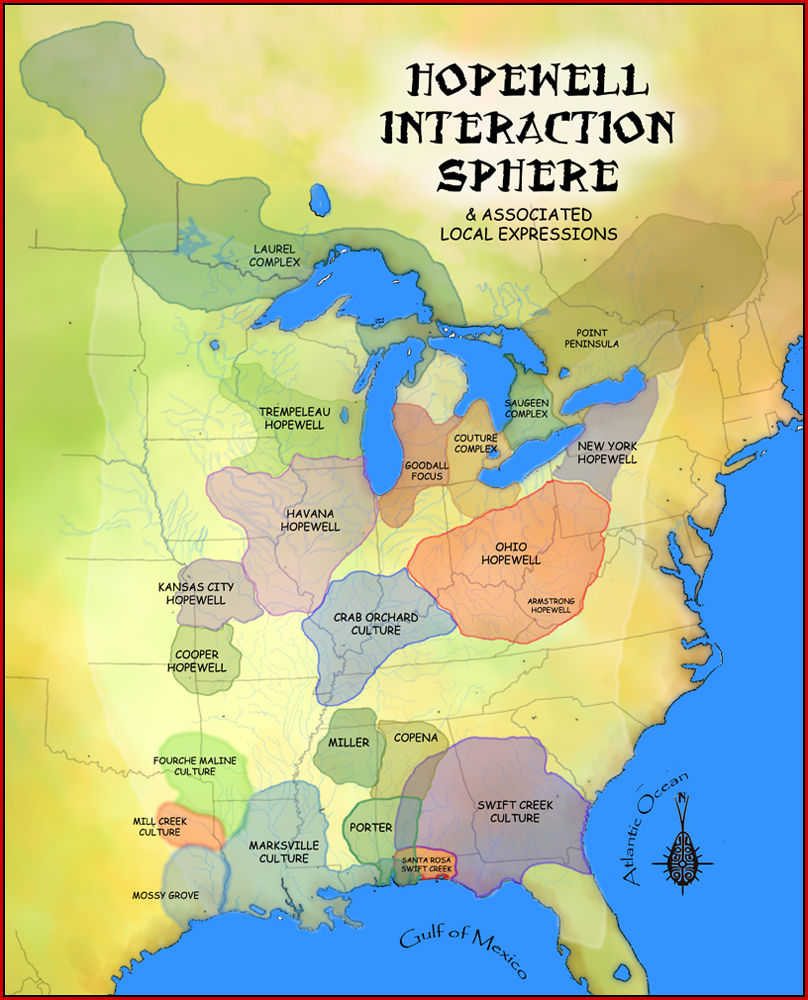
Karte einzelner Hopewell- und von diesen beeinflusster Kulturen

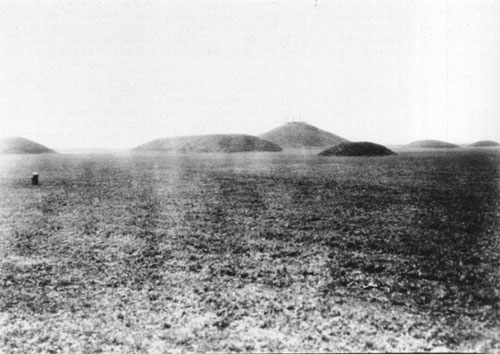
Erdhügel der Hopewell-Kultur, Mound City Group, Mitte 1920er Jahre

Die Hopewell-Kultur ['hopwɛl-] war eine Indianerkultur in Nordamerika, hauptsächlich im Ohio- und Mississippi-Tal. Sie erstreckte sich in ihrer Blütezeit (300 v. Chr. – 500 n. Chr.) von New York bis Missouri und von Wisconsin bis Mississippi, aber auch entlang der Küste des Ontariosees in Kanada.
Die Kultur ist durch als Mound bezeichnete Grabhügel für Bestattungen und verzierte Keramik gekennzeichnet. Dabei taucht die typische Keramik und auch die Steinwerkzeuge vor allem in den Tälern von Illinois und Ohio auf. Artefakte aus Bleierz, aber auch Bärenkrallen, Glimmersteinblättern und Obsidian kommen hinzu.
Ihren Namen verdankt die Kultur einer Fundstätte in Ohio, nordwestlich von Chillicothe. Sie war im Besitz von Captain M. C. Hopewell.
Inzwischen betrachtet man die weiträumige Hopewell-Kultur nicht mehr als einheitliche Kultur, womöglich mit einem geschlossenen Herrschafts- oder ethnischen Hintergrund, sondern als einen Raum intensiven Austauschs. Daher spricht man in der Forschung von einer Interaktionssphäre (interaction sphere). Die Annahme, es habe sich um eine Jäger- und Sammlerkultur gehandelt, wurde in jüngster Zeit widerlegt.
Seit 2023 gehören die zeremoniellen Erdwerke der Hopewell-Kultur zum UNESCO-Welterbe.

## Chronologie
Die Hopewell-Kultur entstand während der Middle Woodland Period, der Mittleren Waldlandperiode, und endete in der frühen Phase des Late Woodland (ca. 100 v. Chr. bis 500 n. Chr.), also der Späten Waldlandperiode. Dabei überlappen sich die frühesten Funde mit Funden der Adena-Kultur, finden sich manchmal sogar gemeinsam in einer Fundstätte. So nimmt man an, dass Hopewell aus der Adena-Kultur hervorging. Ob hinter der Kultur eine kontinuierlich vorhandene ethnische Gruppe oder eine Spracheinheit stand, lässt sich derzeit nicht klären.

## Forschung
Neue archäologische Studien mittels nicht-invasiver, geophysikalischer Vermessungsmethoden wie dem Bodenradar und magnetischer Gradiometrie haben gezeigt, dass die unterirdischen Strukturen einiger Hopewell-Stätten in Ohio wesentlich umfangreicher und komplexer sind als bisher angenommen. So konnten etwa an den Standorten der "Steel Group", der "Snake Den Group" sowie des "Fort Ancient" bisher unbekannte Einfriedungen nachgewiesen werden. Darunter Kreise, Quadrate mit abgerundeten Ecken, andere einzigartige Formen und mögliche Pfostenkreise (henges) bei der Steel Group, ein großer, kreisförmiger Graben, zwei quadratische Einfriedungen mit runden Ecken sowie mögliche Hinweise auf Palisadenmauern bei der Snake Den Group. Das Fort Ancient wies mehrere kreisförmige Gräben auf, von denen einige mit Palisadenmauern verbunden waren, sowie Überreste eines großen, kreisförmigen Gebäudes.  Die Funde zeigen, dass die von den Adena- und Hopewell-Kulturen zwischen 400 v. Chr. und 400 n. Chr. errichteten, geometrischen Anordnungen auf Karten des 19. Jahrhunderts nur unzureichend dargestellt werden und dass vermutlich viele der Stätten wesentlich komplexer sind, als bisher angenommen. Auch lässt sich aus den älteren, kleineren Einfriedungen innerhalb größerer, später entstandener Einfriedungen wie im Falle der Steel Group schließen, dass bestimmte Flächen dauerhaft und wiederholt genutzt wurden und Ansiedlungen wohl gewachsen sind, bis man das Ganze mit größeren Einfriedungen umschloss. Ebenfalls kann aus bestimmten, keine sterblichen Überreste aufweisenden Strukturen wie dem Moorehead Circle auf einem Teil des Fort Ancients geschlossen werden, dass zumindest einige Erdwerke hoch entwickelte, nicht der Bestattung dienende Komponenten aufwiesen. Kleine Gräben wie bei der "Snake Den Group" dienten keinem militärischen Zweck, sondern sollten wohl das Heilige vom Profanen trennen, wobei außerhalb liegende Umfriedungen auf den Uferterrassen ohne Zweifel gemeinschaftliche Bestattungs- und Zeremonienzentren darstellten, welche große Zahlen lokaler und nicht lokaler Besucher anzogen.

## Verbreitungsgebiet

### Das Kerngebiet
Das Kerngebiet der Kultur liegt im Süden und im Zentrum von Ohio. Die größte Funddichte weist der Raum zwischen Cincinnati und Portsmouth, Chillicothe, Newark und Marietta auf. Dabei unterscheidet sich etwa die Flusskultur am Great Miami River von der am Scioto River.
Allein im Ross County liegen Fundstättengruppen wie Seip, Baum, Frankfort, Chillicothe und Harness, die Dunlap- und Hopeton-Gruppen, die High Bank Group, die Hopewell Group selbst, die Cedar Bank Group sowie die Junction- und Blackwater-Gruppen. In der Mound City Group, die weniger komplex ist, findet sich die höchste Konzentration von Mounds. Sie diente zumindest teilweise als Totenstätte.

### Kansas City Hopewell
Zu dieser westlichsten Gruppe gehören Fundorte wie die Renner Site in Riverview, Kansas City, Missouri, eine Gruppe zu der mehrere Fundorte am Zusammenfluss von Line Creek und Missouri gehören.
13 km westlich der Renner Site befindet sich im Brush-Cree-Tal die Young Site, nahe Kansas City die Trowbridge Site. Sie bildet bisher den westlichsten Fundort. Cloverdale, ein weiterer Fundort, der sich in der Nähe von St. Joseph in Missouri, in einem Nebental des Mississippi befindet, war von etwa 100 bis 500 n. Chr. in Gebrauch.

### Mittleres und unteres Mississippi-Tal
In Louisiana befindet sich die Marksville Site, die für die Marksville-Phase des mittleren Südens und der im unteren Mississippital vorherrschenden Kultur namengebend ist. Hier befinden sich zahlreiche Mounds, dazu gehören unter anderem kreisförmige, abgeflachte Mounds, aber auch Lager, zum Teil erhöht, und Ringwälle. Solche Anlagen finden sich auch im Yazoo Basin in Mississippi (Little Spanish Fort).
Der größte Fundkomplex der Mittleren Waldland-Phase im Südosten umfasst 160 ha und liegt 20 km südlich von Jackson in Tennessee, am South Fork und Forked Deer River. Dazu gehören eine siedlungsähnliche Struktur und mindestens zwölf Mounds, die als Pinson Mounds bekannt wurden.

### Handelsgebiet

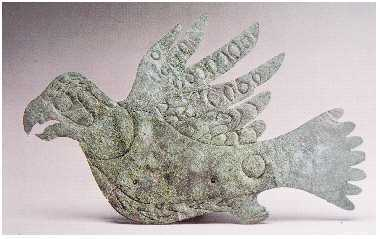
Falke aus Kupfer, ca. 30 cm lang

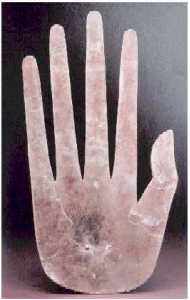
Aus Glimmer gefertigte Hand, ca. 30 cm hoch

Die Menschen der Hopewell-Kultur handelten in einem großen Umkreis. So finden sich Muscheln vom Golf von Mexiko, Glimmer aus den Blue Ridge Mountains von North Carolina, fossile Haizähne von der Chesapeake Bay, Kupfer von der Isle Royale in Michigan und von der Keweenaw-Halbinsel, dazu Obsidian vom Yellowstone.

## Bautypen
Auffälligste Bauwerke sind die Mounds, die rund, eckig, auch polygonal sein können. Dazu kommen Zeremonialstraßen (graded ways), die besonders häufig in Ohio anzutreffen sind. Möglicherweise hat die Great Hopewell Road die Erdwerke von Chillicothe mit denen von Newark verbunden. Während sich große, geometrisch ausgerichtete Bauwerke überwiegend in den größeren Tälern fanden, bestanden unregelmäßige Grundrisse vor allem auf den Hügeln.
Marietta in Ohio, das bereits 1788 entdeckt wurde, als Rufus Putman eine Karte der Region skizzierte, zeigt bereits mehrere rechteckige, trapezförmige Anlagen, dazu zwei Lager oder Einfriedigungen. Letztere hatte eine Rampe oder einen Zeremonialweg. Zur Fundstätte gehören fünf abgeflachte Mounds, die man für Tempelberge hielt. In einen dieser Mounds baute man die Washington County Library. Anlässlich des Baues eines neuen Aufzugs im Jahr 1990 wurden Grabungen durchgeführt, die zeigten, dass der Mound älter war als erwartet. Er wurde zwischen 60 und 240 n. Chr. erbaut. Eine nahe gelegene Siedlung gehörte wahrscheinlich sogar der Adena-Kultur an.
Die ältesten Bauwerke wurden aus Holz und Lehm errichtet, doch folgten ihnen manchmal steinerne Bauwerke. Im späten Woodland ersetzten große Dörfer mit Palisaden die zerstreuten Siedlungen früherer Phasen.

## Begräbnissitten
Die Toten wurden auf Baumrinde, Gewebe oder Tierhäute gelegt, dann mit Ästen oder Steinen bedeckt, die wiederum mit Rinde, Pfählen und Erde bedeckt wurden. Einige der Toten wurden allein beigesetzt, andere in Gruppen. Einige wurden in eingetieften Becken verbrannt, die bis zu 30 cm tief waren und 1,20 m mal 1,60 m maßen. Die Asche wurde in einen Schrein abgelegt, um den sich Gaben, teils intakt, teils zerstört, nachweisen ließen. Danach erfolgte die Abdeckung der Verbrennungs- und Beerdigungsstätte. Nur in Mound City und Tremper lässt sich nachweisen, dass sie ausschließlich diesen Verbrennungen dienten.

## Jäger-und-Sammler- vs. Bauernkultur
Es gab lange kaum Hinweise auf landwirtschaftliche Aktivitäten im Sinne des Anbaus kultivierter Pflanzen. Daher nahm man an, dass die Hopewell-Kultur aus Jägern und Sammlern bestand, die sich nur dann und wann in den riesigen Komplexen versammelten. Doch zeigen inzwischen Pollenanalysen, dass, etwa um Fort Ancient, domestizierte Pflanzen wuchsen.

## Das Verschwinden der Kultur
Warum die Kultur verschwand, ist unklar. An vielen Stellen gibt es jedoch eine Siedlungskontinuität auch nach 400 n. Chr. So war das Scioto River Valley weiterhin besiedelt. Aus dem Norden eingewanderte Gruppen übernahmen sogar die Begräbnisstätten für ihre eigenen Toten. Daher nennt man sie Intrusive Mound People. Um 1000 bewohnte ein als Fort Ancient bezeichnetes Volk das Tal. Sie bauten Mais an, wurden aber um 1650 gezwungen, die Region zu verlassen – wahrscheinlich von Irokesen bedrängt, die mit ihren holländischen Gewehren überlegen waren. Im 18. Jahrhundert wohnten hier Shawnee.